# Bolesó
Bolesó (szlovákul Bolešov) község Szlovákiában, a Trencséni kerületben, az Illavai járásban. Péhó tartozik hozzá.

## Fekvése
Illavától 8 km-re délnyugatra, a Vág jobb partján.

## Története
A régészeti leletek tanúsága szerint már az i. e. 4. évezredben is éltek itt emberek. A hagyomány azt tartja, hogy maga Szent Metód, a szlávok nagy térítője is misézett ezen a helyen.
Történelmi források szerint a falu már a 11. században létezett, lakói román stílusú templomot emeltek. A települést 1241-ben a tatárok pusztították el. Ekkor pusztulhatott el az első templom is. A mai falut 1331-ben „Bolleso” néven említik először, plébániája 1381-ben már bizonyosan létezett. 1414-ben „Boleschov” alakban írják. 1431-ben a Vág völgyét a husziták pusztították végig, ekkor Bolesót is felégették. 1484-ben „Bolessow” néven szerepel oklevélben. 1598-ban 33 háza volt.
1605-ben a Habsburg ellenes felkelés során szenvedett a falu. 1648. szeptember 6-án földrengés sújtotta a Vágmentét, melyben Bolesó is károkat szenvedett. Régi temploma 1674-ben épült barokk stílusban a mai templom helyén. 1720-ban 16 volt az adózó háztartások száma. 1748-ban árvíz pusztította. 1784-ben 61 házában 91 családban 490-en éltek.
A 18. század végén Vályi András így ír róla: „BOLESOV. vagy Bolczov. Tót falu Trencsén Vármegyében, földes Ura Nozdroviczky, és más Uraságok, lakosai katolikusok, fekszik Illavához nem meszsze. Határbéli szántó földgyei termékenyek, legelője elég, fája nem külömben, és ambár néha vág vize elönti határját, mindazáltal első Osztálybéli.”
1813-ban is árvíz pusztította. 1828-ban 33 háza volt 554 lakossal. Lakói mezőgazdasággal, fazekassággal foglalkoztak. A 19. században 3 pálinkafőzdéje volt. 1831-ben kolerajárvány tört ki, melyben sokan meghaltak.
Fényes Elek 1851-ben kiadott geográfiai szótárában így ír a faluról: „Bolessó, tót falu, Trencsén vármegyében, a Vágh jobb partja mellett: 351 kath., 112 zsidó lak., kath. paroch. templommal, synagógával. Határja nem nagy, de termékeny; jó agyagja lévén, sok cserép-edényt készit. F. u. Borsinczky és Vietoris fam. Ut. p. Trencsén.”
A trianoni békéig Trencsén vármegye Puhói járásához tartozott.
Bolesó és Péhó 1943-ban egyesült és 1945-ben önállósult a szomszédos Nemsótól.

## Népessége
| Év:            | 1994. | 2004.   | 2014.   | 2024.   |
| -------------- | ----- | ------- | ------- | ------- |
| Emberek száma: | 1397  | 1460    | 1530    | 1584    |
| Eltérés:       |       | +4,50 % | +4,79 % | +3,52 % |

| Év:            | 2023. | 2024.   |
| -------------- | ----- | ------- |
| Emberek száma: | 1574  | 1584    |
| Eltérés:       |       | +0,63 % |

1910-ben 385 lakosából 304 szlovák, 53 német és 28 magyar anyanyelvű lakosa volt; ebből 321 római katolikus, 63 izraelita és 1 evangélikus vallású volt. Péhón 473 szlovák és 11 magyar anyanyelvű élt.
1970-ben 1480 lakosából 1472 szlovák volt.
1980-ban 3792 lakosából 3779 szlovák és 2 magyar volt.
1991-ben 1414 lakosából 1401 szlovák és 1 magyar volt.
2001-ben 1438 lakosából 1419 szlovák és 2 magyar volt.
2011-ben 1526 lakosából 1443 szlovák és 1 magyar volt.
2021-ben 1535 lakosából 1496 (+3) szlovák, 2 (+1) magyar, (+3) cigány, 2 ruszin, 12 egyéb és 23 ismeretlen nemzetiségű volt.

## Nevezetességei
- Szent András apostol tiszteletére szentelt római katolikus temploma 1937 és 1939 között épült.
- Kastélya a 17. században épült reneszánsz stílusban, a 18. században barokk stílusban építették át, majd 1870 és 1880 között megújították.
- Kápolna a 18. század végéről.

## Híres személyek
- Itt született a 17. században Bellobradenus Pál evangélikus lelkész, tanár.
- Itt született Blumgrund Naftali (1872. április 26. – 1918. január 15.) rabbi.
- Itt szolgált Chorényi József István János (1817-1889) plébános, nyitrai kanonok, tanár.
- Itt szolgált Karol Kmeťko (1875-1948) szlovák római katolikus pap, nyitrai püspök, 1944-től érsek ad personam.

## Lásd még
- Péhó